# صموئيل واشنطن فايس
صموئيل واشنطن فايس (بالإنجليزية: Samuel Washington Weis) هو رسام أمريكي، ولد في 1870، وتوفي في 1956.